# Halsbach (Dürrwangen)

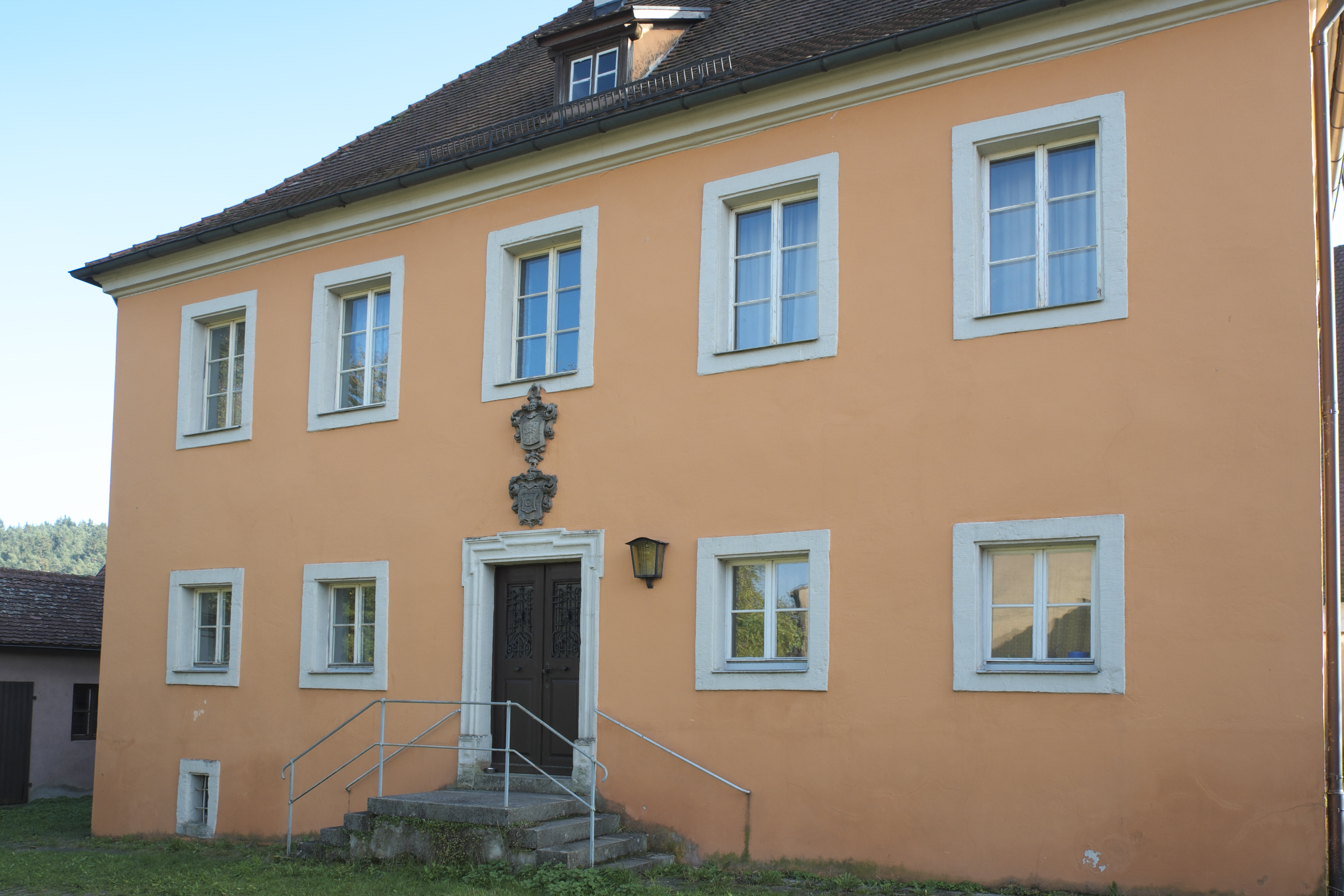
Pfarrhaus in Halsbach

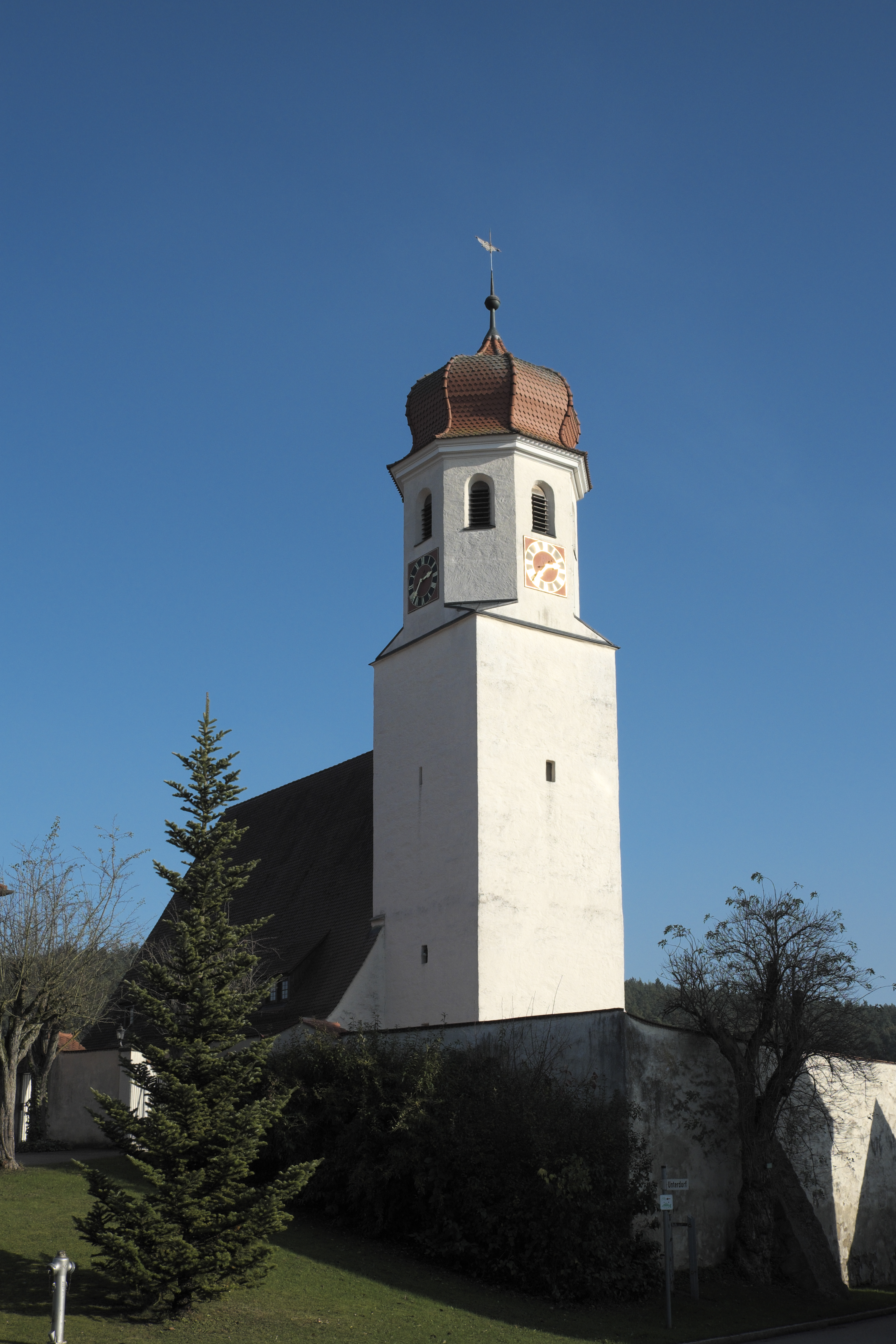
Katholische Pfarrkirche St. Petrus und Paulus

Halsbach ist ein Gemeindeteil des Marktes Dürrwangen im Landkreis Ansbach (Mittelfranken, Bayern). Die Gemarkung Halsbach hat eine Fläche von 3,887 km². Sie ist in 608 Flurstücke aufgeteilt, die eine durchschnittliche Fläche von 6392,83 m² haben.

## Geographie
Das Pfarrdorf liegt am Hofwiesbach, einem rechten Zufluss des Hühnerbächleins, das wiederum ein rechter Zufluss der Sulzach ist. 0,5 km südwestlich liegt das Waldgebiet Herrenschlag, 0,5 km nordwestlich das Waldgebiet Geierstange. Zwei Gemeindeverbindungsstraßen führen jeweils zur Staatsstraße 2220 (0,6 km nördlich bzw. 0,6 km nordwestlich). Weitere Gemeindeverbindungsstraßen führen nach Haslach zur Kreisstraße AN 41 (1,7 km nordöstlich) und zu einer Gemeindeverbindungsstraße bei Karlsholz (1,4 km südlich).

## Geschichte
Die Fraisch über Halsbach war umstritten. Sie wurde sowohl vom ansbachischen Oberamt Wassertrüdingen als auch vom oettingen-spielbergischen Oberamt Dürrwangen beansprucht. Die Reichsstadt Dinkelsbühl wollte sie auf ihren Gütern geltend machen. Die Dorf- und Gemeindeherrschaft lag beim Obervogteiamt Dinkelsbühl des Deutschen Ordens. Gegen Ende des 18. Jahrhunderts gab es in Halsbach 28 Anwesen, außerdem eine Kirche, ein Pfarrhaus, ein Schulhaus und ein Hirtenhaus, die der Kommune unterstanden. Grundherren waren
- das Fürstentum Oettingen-Spielberg (Oberamt Dürrwangen: 1 Schmiede, 1 Haus)
- die Reichsstadt Dinkelsbühl (14 Anwesen; katholische Kirchenpflege: 1 Gut; Reichalsmosenpflege: 2 halbe Gütlein; Spital: 4 Viertelhöfe, 1 Gütlein, 6 halbe Güter)
- der Deutsche Orden (12 Anwesen; Obervogteiamt Dinkelsbühl: 7 Hofgüter, 2 halbe Hofgüter, 2 Gütlein, 1 Gütlein mit Wirtschaft).[6][7]

Von 1797 bis 1808 unterstand der Ort dem Justiz- und Kammeramt Wassertrüdingen.
1806 kam Halsbach ans Königreich Bayern. Mit dem Gemeindeedikt wurde Halsbach dem 1809 Steuerdistrikt Dürrwangen zugeordnet. Zeitgleich entstand die Ruralgemeinde Halsbach, zu der Dattelhof, Haslach, Lohmühle und Witzmannsmühle gehörten. Mit dem Zweiten Gemeindeedikt (1818) wurden zwei Ruralgemeinden gebildet:
- Halsbach
- Haslach mit Dattelhof, Loh- und Witzmannsmühle.[10][11]

Die Gemeinde Halsbach war in Verwaltung und Gerichtsbarkeit dem Landgericht Dinkelsbühl und in der Finanzverwaltung dem Rentamt Dinkelsbühl (1919 in Finanzamt Dinkelsbühl umbenannt, seit 1973 Finanzamt Ansbach) zugeordnet. Die Verwaltung übernahm 1862 das neu geschaffene Bezirksamt Dinkelsbühl (1939 in Landkreis Dinkelsbühl umbenannt). Die Gerichtsbarkeit lag beim im gleichen Jahr gebildeten Stadt- und Landgericht Dinkelsbühl (1879 in das Amtsgericht Dinkelsbühl umgewandelt, seit 1973 eine Zweigstelle des Amtsgerichtes Ansbach). Mit der Auflösung des Landkreises Dinkelsbühl im Jahr 1972 kam Halsbach an den Landkreis Ansbach. Die Gemeinde hatte 1964 eine Gebietsfläche von 3,884 km². Im Zuge der Gebietsreform in Bayern wurde diese am 1. Juli 1971 nach Dürrwangen eingemeindet.

### Baudenkmäler
In Halsbach gibt es neun Baudenkmäler:
- Unterdorf: Feldaltar, barocke Nischenanlage mit Putzgliederung, 18. Jahrhundert; mit Ausstattung, spätes 19. Jahrhundert.
- Kirchplatz: Bildstock, in Form einer Nischenkapelle, mit historisierender Putzgliederung, wohl frühes 20. Jahrhundert.
- Kirchplatz 1: Pfarrhaus, zweigeschossiger verputzter Walmdachbau, 1724; mit Ausstattung.
- Kirchplatz 2: St. Peter und Paul: dreischiffige basilikale Anlage mit drei Apsiden und mächtigem Westturm mit Glockendach, wohl 12. Jh., 1751 Barockisierung; mit Ausstattung; Friedhofsmauer, hohe Befestigungsmauer mit zwei Eingangstoren, Freitreppe und eingelassenen Grabsteinen, wohl 1754, mit mittelalterlichem Kern.
- Sandfeld: Steinkreuz, Sandstein, spätmittelalterlich.
- Sandfeld: Steinkreuze, Sandstein, Gruppe von drei teilweise fragmentarisch erhaltenen Steinkreuzen, spätmittelalterlich.
- Unterdorf 6: Kleinhaus, erdgeschossiger Putzbau mit Steildach, im Kern um 1825.
- Unterdorf 10: Bildstock, gemauerte Nischenanlage, wohl frühes 20. Jahrhundert.

### Einwohnerentwicklung
| Jahr      | 1818   | 1840   | 1852   | 1861   | 1867   | 1871   | 1875   | 1880   | 1885   | 1890   | 1895   | 1900   | 1905   | 1910   | 1919   | 1925   | 1933   | 1939   | 1946   | 1950   | 1961   | 1970   | 1987   | 1995 | 2005 | 2011 | 2017  |
| Einwohner | 209    | 229    | 213    | 200    | 202    | 204    | 198    | 204    | 200    | 203    | 215    | 207    | 186    | 183    | 183    | 189    | 191    | 180    | 239    | 213    | 234    | 267    | 280    | 341  | 351  | 325  | 333   |
| Häuser    | 31     | 32     |        |        |        | 42     |        |        | 43     | 44     |        | 44     |        |        |        | 42     |        |        |        | 43     | 52     |        | 69     |      |      |      |       |
| Quelle    | [ 17 ] | [ 18 ] | [ 19 ] | [ 20 ] | [ 21 ] | [ 22 ] | [ 23 ] | [ 24 ] | [ 25 ] | [ 26 ] | [ 19 ] | [ 27 ] | [ 19 ] | [ 28 ] | [ 19 ] | [ 29 ] | [ 19 ] | [ 19 ] | [ 19 ] | [ 30 ] | [ 12 ] | [ 31 ] | [ 32 ] |      |      |      | [ 2 ] |

## Religion
Der Ort ist römisch-katholisch geprägt und Sitz der Pfarrei St. Peter und Paul. Die Protestanten sind nach St. Peter (Sinbronn) gepfarrt.